# Lac Budd
Pour les articles homonymes, voir Budd.
Le lac Budd (en anglais : Budd Lake) est un lac américain du comté de Tuolumne, en Californie. Il est situé à 3 042 mètres d'altitude au sein de la Yosemite Wilderness, dans le parc national de Yosemite.